# Аптулай Пасет
Аптула́й Пасе́т (псевдоним, настоящее имя ― Аптула́ев Пасе́т Аптула́евич) (26 июня 1913, Сазово, Бирский уезд, Уфимская губерния, Российская империя ― 13 августа 1955, Сазово, Калтасинский район, Башкирская АССР, РСФСР, СССР) ― марийский советский писатель и поэт, журналист, редактор. Участник Великой Отечественной войны.

## Биография
Родился 26 июня 1913 года в дер. Сазово ныне Калтасинского района Республики Башкортостан в крестьянской семье. Учился в Киябакской начальной и Куянковской семилетней школах родного района.
Работать начал в только что образованном колхозе работником культуры: заведовал сельским клубом, избой-читальней. В 1931 году как селькора его пригласили на 3-месячные курсы совпартшколы в г. Йошкар-Олу Марийской автономной области. Здесь он слушал лекции известных писателей и журналистов Сергея Чавайна, Осыпа Тыныша, Андрея Эшкинина, Крисама Алдиара, Василия Фавстова и др. С. Чавайн предложил ему работу в Марийском книжном издательстве. Проработав некоторое время выпускающим редактором этого издательства, П. Аптулаев уехал на ударную стройку — на строительство Горьковского автозавода.
Вернувшись в Йошкар-Олу, стал сотрудником редакции областной газеты «Марий коммуна», затем уехал на родину, работал в районной газете «Ленин корно» («Путь Ленина»). С 1934 года вновь на ударной стройке — стал метростроевцем в Москве, где познакомился с земляком, известным писателем и учёным Я. Ялкайном. Работал бригадиром на заводе «Серп и молот».
В 1936 году его призвали в ряды Красной Армии. Через два года вернулся на родину.
Был художником-рекламистом кинотеатра г. Янаула Башкирской АССР. Окончил Казанское художественное училище, работал в киносети родного района.
Участник Великой Отечественной войны: добровольцем пошёл на фронт, был пленён. В конце войны был освобождён, после чего ему как бывшему военнопленному было запрещено работать в редакциях газет и журналов и публиковать свои произведения. В этом плане положение его изменилось в лучшую сторону лишь в пору хрущёвской «оттепели».
Ушёл из жизни 13 августа 1955 года в родной деревне, похоронен там же.

## Творчество
Писать начал с середины 1920-х годов, в 1927 году его первое стихотворение «Эре ямде улына» было опубликовано в газете «Йошкар кече». Стихи он писал и позже, но был более известен как прозаик. В разные годы печатался в газетах «Коммун корно» («Путь коммунизма»), (с. Мишкино, Башкирская АССР), «Ленин корно» («Путь Ленина») (с. Калтасы, Башкирская АССР), «Марий ял» («Марийская деревня») (г. Москва), а в 1950-е годы — в газете «Советская Башкирия», в журналах «Марий альманах», «Ончыко» и др.
Является автором нескольких десятков рассказов: «Олма сад орол», «Пограничникын таҥже», «Куриев Шамрай», «Чодыра ӱмбалне шикш», «Тумер аркаште» и других.
В историю марийской литературы вошёл как автор детских повестей «Изи вӱдет йогалеш» («Течет ручеёк») и «Волшебный шовыч» («Волшебная скатерть»). Последняя была опубликована в двух номерах журнала «Ончыко» в 1956 году. А повесть «Изи вӱдет йогалеш» для многих поколений марийских школьников стала хрестоматийным произведением. Она издана на луговом и горном наречиях марийского языка, русском языке. Впоследствии она не раз переиздавалась, в 2007 году в Калтасах была вновь выпущена на русском языке.
В творчестве пользовался псевдонимами Келтей Пасет и А. Пасет.

## Основные произведения
Список основных произведений А. Пасета на марийском и в переводе на русский язык:

### На марийском языке
- Школыш: почеламут // Пионер йӱк. — 1933. — № 4—5. — С. 15.
- Олма сад орол; Куриев Шамрай: ойлымаш-вл. // Пиалан илыш. — Йошкар-Ола, 1941. — № 1. — С. 134—136; С. 150—155.
- Курсант: ойлымаш // Пиалан илыш. — Йошкар-Ола, 1953. — № 37. — С. 31—46.
- Шуаралтмаш: ойлымаш // Пиалан илыш. — Йошкар-Ола, 1953. — № 39. — С. 26—56.
- Кумылаҥмаш: ойлымаш // Ончыко. — 1955. — № 2. — С. 65—69.
- Волшебный шовыч: повесть // Ончыко. — 1956. — № 4. — С. 4—37; № 5. С. 12—30.
- Изи вӱдет йогалеш: повесть [Течёт ручеёк]. — Йошкар-Ола: Маркнигоиздат, 1958. — 68 с.

### В переводе на русский язык
- Изи вӹдет йогалта: повесть / пер. на горномар. В. Семёнова. — Йошкар-Ола, 1959. — 72 с.
- Течёт ручеёк: повесть / пер. на рус. В. Муравьёва. — Йошкар-Ола, 1960. — 44 с.
- Течёт ручеёк: повесть. — Калтасы, 2007. — 46 с.

## Память
Именем марийского писателя А. Пасета названа улица в его родной деревне Сазово в Башкортостане.